# René Vanderwilt
René Vanderwilt (ur. 23 maja 1934, zm. 26 listopada 2022) – belgijski piłkarz grający na pozycji lewoskrzydłowego. Był reprezentantem Belgii.

## Kariera klubowa
Swoją karierę piłkarską Vanderwilt rozpoczął w klubie SCUP Jette, w którym w sezonie 1952/1953 grał w czwartej lidze belgijskiej. W 1953 roku przeszedł do klubu RSC Anderlecht. Wraz z Anderlechtem czterokrotnie wywalczył tytuł mistrza Belgii w sezonach 1953/1954, 1954/1955, 1955/1956 i 1958/1959. Dwukrotnie został wicemistrzem kraju w sezonach 1952/1953 i 1956/1957. W latach 1960–1964 grał w drugoligowym Royalu Charleroi, w którym zakończył karierę.

## Kariera reprezentacyjna
W reprezentacji Belgii Vanderwilt zadebiutował 11 listopada 1956 w przegranym 3:6 meczu eliminacji do MŚ 1958 z Francją, rozegranym w Colombes. Od 1956 do 1958 rozegrał w kadrze narodowej 3 mecze.